# Екатерина Елизавета Брауншвейг-Люнебургская
Екатерина Елизавета Брауншвейг-Люнебургская (ок. 1367 — после 1423) — герцогиня-консорт Шлезвига и Гольштейн-Рендсбурга. Она была регентом некоторых владений своего сына Генриха во время его несовершеннолетия с 1404 по 1415 год.
Она дочь Магнуса II, герцога Брауншвейг-Люнебургского, и Екатерины Ангальт-Бернбургской, дочери Бернхарда III, принца Ангальт-Бернбургского. Через свою мать она была праправнучкой короля Дании Абеля. Она также является бабушкой Кристиана I.
Екатерина Елизавета на самом деле, вероятно, была названа только Екатериной; в более ранней литературе её часто называли Елизаветой, но, вероятно, это было из-за путаницы с её младшей сестрой, которую также звали. В XIV веке два имени, такие как Екатерина Елизавета, были редкостью. Однако из-за этой путаницы её иногда называли обоими именами.

## Брак и дети
Екатерина Елизавета в детском возрасте была помолвлена в 1390 году с Герхардом VI, графом Гольштейн-Рендсбургского. Их свадьба состоялась в 1395 году. У неё было три сына и две дочери:
- Ингеборг Гольштейнская[англ.] (1396—1465), аббатиса Вадстенского аббатства[англ.] 1447—1452 и 1457—1465 гг.
- Генрих IV (граф Гольштейн-Рендсбурга) (1397—1427)
- Хельвига Шауэнбургская (1398—1436) Жена 1  Бальтазара Мекленбургского[англ.] 2 Дитриха Счастливого Ольденбургского
- Адольф VIII (граф Гольштейна) (1401—1459)
- Герхард VII (граф Гольштейн-Рендсбурга) (1404—1433)

## Биография
Будучи беременной третьим сыном в августе 1404 года Екатерина Елизавета овдовела. На тот момент её старший сын Генрих IV был ещё несовершеннолетним и он не мог стать самостоятельным правителем. Таким образом, она стала регентом, но была вынуждена поделиться властью с братом мужа епископом Генрихом Оснабрюкским, ставшего в 1404 граф Гольштейн-Рендсбурга Генрихом III. Так как Герхард VI был не только графом Гольштейн-Рендсбургским, но с 1386 года был герцогом Шлезвига, то и его наследник мог унаследовать это владение. Но после смерти в 1404 году Герхарда VI - правители Дании королева Маргарита I и Эрик Померанский решили вернуть Шлезвиг под власть Дании. Они стали регентами герцогства Шлезвиг, а также опекунами сына Екатерины Елизаветы - герцога Генриха IV, который был доставлен в Данию, чтобы получить там воспитание. А дочь Екатерины Елизаветы Ингеборг была отправлена королевой Маргаритой в Вадстенское аббатство в Швеции (где спустя годы стала игуменьей). В последующие годы королева Маргарита приобрела большую часть Шлезвига в качестве залога (феод Тённер, Фрисланд, епископские поместья в Швабштедте и Штуббе) и путем покупки (Трёборг, Скинкельборг и Грёдерсби); Король Эрик принял феодальное владение Хадерслев качестве обеспечения от феодальной владелицы Элен Алефельдт и королевы Фленсбурга.
Но после того как в 1408 году, датская корона попыталась захватить Готторп Екатерина Елизавета призвала своего сына Генриха вернуться из Дании и 14 июня 1410 года направила королю Эрику несколько враждебных писем. Эта политика правителей Голштейна и Дании привела к междоусобице продолжавшейся 30 лет. В ходе конфликта и заложила несколько вотчин. Её собственные земли Альс, Эрё и Сундевед (полученные в виде вдовьго удела) были захвачены королем Эриком. Несколько иностранных принцев, в том числе её брат Генрих Мягкий, герцог Брауншвейг-Люнебургский, пытались вмешаться и выступить посредниками, но это не привело к установлению прочного мира. В 1415 году её сын Генрих был признан совершеннолетним, правление Екатерины Елизаветы закончилось, и в документах она почти не упоминается. В 1417 году она находилась в Рендсбурге вместе со своим сыном, когда король Эрик взял Шлезвиг, и Генрих был вынужден обратиться за помощью в Гамбург. В 1423 году её сыновья подали жалобу на то, что их мать подверглась нападению со стороны королевских солдат, несмотря на обещание, что её не будут вовлекать в конфликт: её экипаж подвергся нападению и её люди были ограблены и схвачены. Это был последний раз, когда Екатерина Елизавета упоминалась источниками. После её смерти Альс уначледовал сын Герхард.